# Open di Francia 2007 - Doppio ragazzi
Thomas Fabbiano e Andrei Karatchenia hanno battuto in finale Kellen Damico e Jonathan Eysseric con il punteggio di 6–4, 6–0.

## Teste di serie
| 1. Roman Jebavý / Matteo Trevisan (quarti di finale) 2. Kellen Damico / Jonathan Eysseric (finale) 3. Greg Jones / Brydan Klein (primo turno) 4. Stephen Donald / John-Patrick Smith (semifinali) | 1. Guillermo Rivera / Ricardo Urzúa-Rivera (quarti di finale) 2. Patricio Alvarado / Fernando Romboli (secondo turno) 3. Johnny Hamui / Petru-Alexandru Luncanu (secondo turno) 4. Radu Albot / Dragos Cristian Mirtea (primo turno) |

## Tabellone

### Legenda
| - Q = Qualificato - WC = Wild card - LL = Lucky loser | - ALT = Alternate - SE = Special Exempt - PR = Protected Ranking | - w/o = Walkover - r = Ritirato - d = Squalificato |

### Fase finale
|  | Quarti di finale | Quarti di finale                      | Quarti di finale                    | Quarti di finale | Quarti di finale |  |  | Semifinali                         | Semifinali                         | Semifinali                         | Semifinali                      | Semifinali                      |   |   | Finale                             | Finale                             | Finale                             | Finale | Finale |  |
|  |                  |                                       |                                     |                  |                  |  |  |                                    |                                    |                                    |                                 |                                 |   |   |                                    |                                    |                                    |        |        |  |
|  | 1                | Roman Jebavý Matteo Trevisan          | 5                                   | 6                | 09               |  |  |                                    |                                    |                                    |                                 |                                 |   |   |                                    |                                    |                                    |        |        |  |
|  |                  | Thomas Fabbiano Andrei Karatchenia    | 7                                   | 2                | 111              |  |  | Thomas Fabbiano Andrei Karatchenia | Thomas Fabbiano Andrei Karatchenia | Thomas Fabbiano Andrei Karatchenia | 6                               | 6                               |   |   |                                    |                                    |                                    |        |        |  |
|  | 4                | Stephen Donald John-Patrick Smith     | 6                                   | 4                | 110              |  |  | Stephen Donald John-Patrick Smith  | Stephen Donald John-Patrick Smith  | Stephen Donald John-Patrick Smith  | 2                               | 3                               |   |   |                                    |                                    |                                    |        |        |  |
|  |                  | Roy Bruggeling Thomas Schoorel        | 1                                   | 6                | 06               |  |  |                                    |                                    |                                    |                                 |                                 |   |   | Thomas Fabbiano Andrei Karatchenia | Thomas Fabbiano Andrei Karatchenia | Thomas Fabbiano Andrei Karatchenia | 6      | 6      |  |
|  | 5                | Guillermo Rivera Ricardo Urzúa-Rivera | 7                                   | 4                | 05               |  |  |                                    |                                    | Kellen Damico Jonathan Eysseric    | Kellen Damico Jonathan Eysseric | Kellen Damico Jonathan Eysseric | 4 | 0 |                                    |                                    |                                    |        |        |  |
|  |                  | Aljaž Bedene Andrej Martin            | 64                                  | 6                | 110              |  |  | Aljaž Bedene Andrej Martin         | Aljaž Bedene Andrej Martin         | Aljaž Bedene Andrej Martin         | 5                               | 6(1)                            |   |   |                                    |                                    |                                    |        |        |  |
|  |                  | Evgenij Donskoj Vladimir Karusevich   | Evgenij Donskoj Vladimir Karusevich | 62               | 0                |  |  | Kellen Damico Jonathan Eysseric    | Kellen Damico Jonathan Eysseric    | Kellen Damico Jonathan Eysseric    | 7                               | 7                               |   |   |                                    |                                    |                                    |        |        |  |
|  | 2                | Kellen Damico Jonathan Eysseric       | Kellen Damico Jonathan Eysseric     | 7                | 6                |  |  |                                    |                                    |                                    |                                 |                                 |   |   |                                    |                                    |                                    |        |        |  |

### Sezione 1
|  | Primo turno              | Primo turno              | Primo turno              | Primo turno | Primo turno |  |  | Secondo turno            | Secondo turno            | Secondo turno            | Secondo turno            | Secondo turno |   |     | Quarti di finale    | Quarti di finale    | Quarti di finale | Quarti di finale | Quarti di finale |  |
|  |                          |                          |                          |             |             |  |  |                          |                          |                          |                          |               |   |     |                     |                     |                  |                  |                  |  |
|  | 1                        | R Jebavý M Trevisan      | 6                        | 5           | 110         |  |  |                          |                          |                          |                          |               |   |     |                     |                     |                  |                  |                  |  |
|  |                          | R Berankis C Rungkat     | 3                        | 7           | 03          |  |  | R Jebavý M Trevisan      | R Jebavý M Trevisan      | R Jebavý M Trevisan      | 6                        | 7             |   |     |                     |                     |                  |                  |                  |  |
|  | J Inzerillo S Piro       | J Inzerillo S Piro       | J Inzerillo S Piro       | 3           | 2           |  |  | B Mckenzie B Tomić       | B Mckenzie B Tomić       | B Mckenzie B Tomić       | 2                        | 65            |   |     |                     |                     |                  |                  |                  |  |
|  | B Mckenzie B Tomić       | B Mckenzie B Tomić       | B Mckenzie B Tomić       | 6           | 6           |  |  |                          |                          |                          |                          |               |   |     | R Jebavý M Trevisan | R Jebavý M Trevisan | 5                | 6                | 09               |  |
|  | H Cunha A González       | H Cunha A González       | H Cunha A González       | 3           | 2           |  |  |                          |                          | T Fabbiano A Karatchenia | T Fabbiano A Karatchenia | 7             | 2 | 111 |                     |                     |                  |                  |                  |  |
|  | T Fabbiano A Karatchenia | T Fabbiano A Karatchenia | T Fabbiano A Karatchenia | 6           | 6           |  |  | T Fabbiano A Karatchenia | T Fabbiano A Karatchenia | 2                        | 7                        | 110           |   |     |                     |                     |                  |                  |                  |  |
|  |                          | A Krajicek R Williams    | 3                        | 7           | 07          |  |  | J Hamui P Luncanu        | J Hamui P Luncanu        | 6                        | 64                       | 08            |   |     |                     |                     |                  |                  |                  |  |
|  | 7                        | J Hamui P Luncanu        | 6                        | 5           | 110         |  |  |                          |                          |                          |                          |               |   |     |                     |                     |                  |                  |                  |  |

### Sezione 2
|  | Primo turno                   | Primo turno                   | Primo turno                   | Primo turno | Primo turno |  |  | Secondo turno                 | Secondo turno                 | Secondo turno                 | Secondo turno           | Secondo turno |   |    | Quarti di finale | Quarti di finale | Quarti di finale | Quarti di finale | Quarti di finale |  |
|  |                               |                               |                               |             |             |  |  |                               |                               |                               |                         |               |   |    |                  |                  |                  |                  |                  |  |
|  | 4                             | S Donald J Smith              | S Donald J Smith              | 6           | 6           |  |  |                               |                               |                               |                         |               |   |    |                  |                  |                  |                  |                  |  |
|  |                               | Dadic H Peng                  | Dadic H Peng                  | 4           | 4           |  |  | S Donald J Smith              | S Donald J Smith              | S Donald J Smith              | 6                       | 6             |   |    |                  |                  |                  |                  |                  |  |
|  | C Ramírez C Saavedra-Corvalán | C Ramírez C Saavedra-Corvalán | C Ramírez C Saavedra-Corvalán | 6           | 6           |  |  | C Ramírez C Saavedra-Corvalán | C Ramírez C Saavedra-Corvalán | C Ramírez C Saavedra-Corvalán | 0                       | 4             |   |    |                  |                  |                  |                  |                  |  |
|  | D Hume L Ramiaramanan         | D Hume L Ramiaramanan         | D Hume L Ramiaramanan         | 2           | 4           |  |  |                               |                               |                               |                         |               |   |    | S Donald J Smith | S Donald J Smith | 6                | 4                | 110              |  |
|  | D Evans D Rice                | D Evans D Rice                | 4                             | 7           | 08          |  |  |                               |                               | R Bruggeling T Schoorel       | R Bruggeling T Schoorel | 1             | 6 | 05 |                  |                  |                  |                  |                  |  |
|  | R Bruggeling T Schoorel       | R Bruggeling T Schoorel       | 6                             | 64          | 110         |  |  | R Bruggeling T Schoorel       | R Bruggeling T Schoorel       | R Bruggeling T Schoorel       | 6                       | 6             |   |    |                  |                  |                  |                  |                  |  |
|  |                               | B Paire N Slilam              | 1                             | 6           | 110         |  |  | B Paire N Slilam              | B Paire N Slilam              | B Paire N Slilam              | 3                       | 3             |   |    |                  |                  |                  |                  |                  |  |
|  | 8                             | R Albot D C Mirtea            | 6                             | 2           | 08          |  |  |                               |                               |                               |                         |               |   |    |                  |                  |                  |                  |                  |  |

### Sezione 3
|  | Primo turno                   | Primo turno                   | Primo turno                   | Primo turno | Primo turno |  |  | Secondo turno           | Secondo turno           | Secondo turno           | Secondo turno     | Secondo turno |   |     | Quarti di finale        | Quarti di finale        | Quarti di finale | Quarti di finale | Quarti di finale |  |
|  |                               |                               |                               |             |             |  |  |                         |                         |                         |                   |               |   |     |                         |                         |                  |                  |                  |  |
|  | 5                             | G Rivera R Urzúa-Rivera       | 4                             | 6           | 110         |  |  |                         |                         |                         |                   |               |   |     |                         |                         |                  |                  |                  |  |
|  |                               | J Semrajč B G Toth            | 6                             | 1           | 08          |  |  | G Rivera R Urzúa-Rivera | G Rivera R Urzúa-Rivera | G Rivera R Urzúa-Rivera | 6                 | 6             |   |     |                         |                         |                  |                  |                  |  |
|  | D Cox G Elias                 | D Cox G Elias                 | D Cox G Elias                 | 6           | 6           |  |  | D Cox G Elias           | D Cox G Elias           | D Cox G Elias           | 0                 | 1             |   |     |                         |                         |                  |                  |                  |  |
|  | A Michon G Rufin              | A Michon G Rufin              | A Michon G Rufin              | 4           | 2           |  |  |                         |                         |                         |                   |               |   |     | G Rivera R Urzúa-Rivera | G Rivera R Urzúa-Rivera | 7                | 4                | 05               |  |
|  | P Siriluethaiwattana A Thomas | P Siriluethaiwattana A Thomas | P Siriluethaiwattana A Thomas | 4           | 1           |  |  |                         |                         | A Bedene A Martin       | A Bedene A Martin | 64            | 6 | 110 |                         |                         |                  |                  |                  |  |
|  | A Bedene A Martin             | A Bedene A Martin             | A Bedene A Martin             | 6           | 6           |  |  | A Bedene A Martin       | A Bedene A Martin       | 6                       | 1                 | 110           |   |     |                         |                         |                  |                  |                  |  |
|  |                               | U Ihnacik R Roy               | 1                             | 6           | 110         |  |  | U Ihnacik R Roy         | U Ihnacik R Roy         | 0                       | 6                 | 08            |   |     |                         |                         |                  |                  |                  |  |
|  | 3                             | G Jones B Klein               | 6                             | 3           | 04          |  |  |                         |                         |                         |                   |               |   |     |                         |                         |                  |                  |                  |  |

### Sezione 4
|  | Primo turno            | Primo turno             | Primo turno             | Primo turno | Primo turno |  |  | Secondo turno          | Secondo turno          | Secondo turno          | Secondo turno       | Secondo turno       |   |   | Quarti di finale       | Quarti di finale       | Quarti di finale       | Quarti di finale | Quarti di finale |  |
|  |                        |                         |                         |             |             |  |  |                        |                        |                        |                     |                     |   |   |                        |                        |                        |                  |                  |  |
|  | 6                      | P Alvarado F Romboli    | P Alvarado F Romboli    | 6           | 6           |  |  |                        |                        |                        |                     |                     |   |   |                        |                        |                        |                  |                  |  |
|  |                        | S Cho K Wachiramanowong | S Cho K Wachiramanowong | 1           | 4           |  |  | P Alvarado F Romboli   | P Alvarado F Romboli   | P Alvarado F Romboli   | 4                   | 3                   |   |   |                        |                        |                        |                  |                  |  |
|  | E Donskoj V Karusevich | E Donskoj V Karusevich  | E Donskoj V Karusevich  | 6           | 6           |  |  | E Donskoj V Karusevich | E Donskoj V Karusevich | E Donskoj V Karusevich | 6                   | 6                   |   |   |                        |                        |                        |                  |                  |  |
|  | A Klegou N Tan         | A Klegou N Tan          | A Klegou N Tan          | 3           | 3           |  |  |                        |                        |                        |                     |                     |   |   | E Donskoj V Karusevich | E Donskoj V Karusevich | E Donskoj V Karusevich | 62               | 0                |  |
|  | E Brazdil G Dyce       | E Brazdil G Dyce        | 6                       | 1           | 07          |  |  |                        |                        | K Damico J Eysseric    | K Damico J Eysseric | K Damico J Eysseric | 7 | 6 |                        |                        |                        |                  |                  |  |
|  | D Arsenov M Kecki      | D Arsenov M Kecki       | 2                       | 6           | 110         |  |  | D Arsenov M Kecki      | D Arsenov M Kecki      | D Arsenov M Kecki      | 0                   | 3                   |   |   |                        |                        |                        |                  |                  |  |
|  |                        | J Obry A Puget          | J Obry A Puget          | 63          | 62          |  |  | K Damico J Eysseric    | K Damico J Eysseric    | K Damico J Eysseric    | 6                   | 6                   |   |   |                        |                        |                        |                  |                  |  |
|  | 2                      | K Damico J Eysseric     | K Damico J Eysseric     | 7           | 7           |  |  |                        |                        |                        |                     |                     |   |   |                        |                        |                        |                  |                  |  |